# 尹秀卿
尹秀卿（1964年1月19日—），韩国女子手球运动员。她在1984年洛杉矶夏季奥林匹克运动会中，参加了女子手球比赛并为国家队获得银牌。